# 殺魚剤
殺魚剤とは、魚を殺す目的で使用される薬剤。
漁業の回復、外来種の除去、スポーツフィッシング用の魚を導入のためなどに用いられる。
ロテノン、サポニン、TFM (殺魚剤)、ニクロサミド、アンチマイシンA、消石灰などが用いられる。